# Okan Kurt
Okan Adil Kurt (* 11. Januar 1995 in Hamburg) ist ein deutsch-türkischer Fußballspieler.  Er steht seit August 2020 beim Chemnitzer FC unter Vertrag.

## Karriere
Kurt wechselte 2002 vom SC Concordia zum FC St. Pauli. Bis zur Saison 2012/13 spielte er in den Jugendmannschaften. Seit dem Ende der Saison 2012/13 stand Kurt im Profikader von St. Pauli. Im Juni 2013 unterschrieb er einen Dreijahres-Profivertrag. In der Saison 2013/14 wurde Kurt sowohl in der ersten als auch in der zweiten Mannschaft des FC St. Pauli eingesetzt. Zur Saison 2016/17 wechselte er zum niederländischen Zweitligisten Fortuna Sittard und verließ den Verein im Februar 2017 wieder.
Am 28. Juli 2017 schloss sich Kurt dem deutschen Drittligisten SC Fortuna Köln an. Bereits einen Tag später kam er am 2. Spieltag beim 2:0-Sieg gegen den FC Carl Zeiss Jena zu einem Kurzeinsatz. Sein erstes Tor für Köln erzielte er am 4. Spieltag beim 2:2-Unentschieden gegen die SpVgg Unterhaching. Mit dem SC Fortuna Köln stieg er am Ende der Saison 2018/19 in die Regionalliga ab.
Im Sommer 2019 wechselte Kurt in die Türkei und spielt beim Verein Adanaspor künftig zweitklassig. Für Adanaspor bestritt er 13 von 34 möglichen Ligaspielen sowie alle vier Pokalspiele in der Saison 2019/20. Seit dem Jahreswechsel 2019/20 wurde er nicht mehr eingesetzt.
Anfang August 2020 wechselte Kurt zum Chemnitzer FC in die Regionalliga Nordost. Bis zum Abbruch der Saison 2020/21 infolge der COVID-19-Pandemie bestritt er 10 von 13 möglichen Spielen in der Regionalliga sowie drei Spiele im Landespokal Sachsen.
Im Oktober 2023 schloss sich Kurt dann TuS Dassendorf in der Oberliga Hamburg an und unterschrieb einen Vertrag bis 2028.

## Erfolge
- Sachsenpokal-Sieger: 2019/20, 2021/22